# Деянира
Деянира или Дейанира (на гръцки: Δηϊάνειρα или Δῃάνειρα) в древногръцката митология е дъщеря на калидонския цар Ойней и Алтея. Според Аполодор, тя е дъщеря на бог Дионис. Сестра е на Мелеагър. Тя е третата съпруга на Херакъл (след Мегара и Омфала), майка на някои от Хераклидите.
Деянира е девица-воин, способна в ръкопашния бой с оръжие и умела колесничарка. Заедно със сестра си Горга, след смъртта на Мелеагър и превръщането на другите им сестри в птици (което те двете избягват благодарение на Дионис), е ангажирана с отбраната на град Калидон от враговете му,  По това време в нея се влюбва речното божество Ахелой и я поисква от родителите й. За ръката й се явява кандидат и героят Херкулес, който е обещал на сянката/душата на Мелеагър да я вземе за жена. Според легендата за Деянира, двамата герои се срещат в Хадес, Подземното царство на бог Аид, когато Херакъл - тогава роб на цар Евристей - се спуска там за да плени кучето-пазач Цербер. Мелеагър, който се бои че сестра му ще остане самотна, уговаря приятеля си да се ожени за нея, след като се освободи. Тъй като този е последният от прочутите Дванадесет подвизи на Херкулес, които той изпълнява по волята на богинята Хера, скоро героят отива в Калидон да изпълни обещанието си. Там момичето вече е поискано и почти предадено на Ахелой, но баща му размисля и определя, че щом Деянира има двама женихи, подходящият трябва да докаже, че е такъв в двубой помежду им. Побеждава Херкулес, въпреки че богът прибягва до магия, с надеждата да го срази.
След сватбата, Херкулес и Деянира известно време живеят в Калидон, но по-късно се виждат принудени да се преселят в района на град Трахин, на планината Ета. По пътя те трябва да преминат през река Евинос и там попадат на кентавър на име Нес, който им предлага да им помогне, като пренесе жената на гърба си. Всъщност той се надява да отвлече и изнасили Деянира, но опитът му не успява - Херакъл го прострелва с една от отровните си стрели. Стрелата е напоена с отровата на Лернейската хидра и чудовището е обречено, обаче то измисля как да си отмъсти. Убеждава Деянира, че ако й потрябва любовно биле може да използва неговата кръв - уж само трябва да пропие с нея нечия дреха (но без да попада по собствената й плът) и този чиято е, щом я облече, ще я обикне завинаги. Всъщност кръвта е завинаги отровена и фактически неотвратимо отровна.
Деянира дълго време не намира причина да се възползва от "подаръка" на кентавъра, но в края на краищата се стига и до това. Отначало героят и жена му живеят щастливо и им се раждат 4 сина – Хил, Ктесип, Глен и Онит и дъщеря, наречена Макария. Но по-късно Херкулес отново среща една от някогашните си любови, Йола (Иола), дъщеря на цар Еврит, отказана му преди поради подчиненото му положение, а сега - достъпна. Решена да попречи на връзката им, в ревността си Деянира неволно причинява смъртта на мъжа си. За да избегне продължителните мъки, преди да умре, той сам приготвя за себе си погребална клада и се самоизгаря. Впоследствие покрусената му съпруга се самоубива.